# Danny Leiner
Danny Leiner (n. 13 mai 1961, New York City, New York, SUA – d. 18 octombrie 2018, Los Angeles, California, SUA) a fost un regizor și scenarist american. A regizat filme ca The Great New Wonderful, Harold & Kumar Go to White Castle, Dude, Where's My Car?, Layin' Low sau Time Expired. A mai regizat un număr de producții pentru televiziune, cum ar fi Arrested Development, Everwood, Gilmore Girls, Freaks and Geeks, Sports Night, Felicity, Action, The Tick, MTV's Austin Stories, HBO's Mind of the Married Man, The Sopranos sau How to Make It in America. De asemena a regizat un episod al serialului The Office, episod numit "WUPHF.com".